# Mengistu Haile Mariam
Pour les articles homonymes, voir Mengistu Lemma.
Mengistu Haile Mariam (ge'ez : መንግስቱ ኃይለ ማርያም), né le 21 mai 1937 à Jimma durant la période d'occupation italienne, est un officier et homme d'État éthiopien, lieutenant-colonel, chef de l'État de 1977 à 1991, qualifié de dictateur.
Il est à la tête du Derg à partir de juillet 1974. Cette junte militaire prend le pouvoir durant la révolution éthiopienne de 1974 et abolit le système féodal. Mengistu chasse ses rivaux du pouvoir du Derg et s'impose comme dictateur, tentant de moderniser l'économie féodale éthiopienne par le biais de politiques inspirées par les marxisme-léninisme telles que la nationalisation et la redistribution des terres. Sa consolidation sanglante du pouvoir de 1977-1978 est connue sous le nom de Terreur rouge éthiopienne, une répression brutale contre les groupes d'opposition et des civils à la suite d'une tentative d'assassinat manquée par le Parti révolutionnaire du peuple éthiopien (PRPE) en septembre 1976, après que ceux-ci ont ignoré l'invitation du Derg à rejoindre l'union des partis socialistes.
Au cours de la lutte contre ce conflit interne, l'Éthiopie est menacée à la fois par une invasion somalienne et par la campagne de guérilla du Front populaire de libération de l'Érythrée, qui réclame l'indépendance de l'Érythrée. La guerre de l'Ogaden de 1977-1978 sur une région frontalière controversée avec la Somalie a été marquée par le rôle important que les alliés soviétique et cubain de Mengistu ont joué pour assurer la victoire de l'Ethiopie. La famine catastrophique de 1983-1985 est ce qui a attiré le plus l'attention sur son régime sur la scène internationale.
Après la défaite de l'armée éthiopienne devant le Front démocratique révolutionnaire du peuple éthiopien en mai 1991, Mengistu se réfugie au Zimbabwe, sous la protection de Robert Mugabe. Son départ met brutalement fin à la guerre civile éthiopienne. Mengistu Haile Mariam vit toujours à Harare au Zimbabwe. Il a été condamné pour génocide par contumace à la réclusion à perpétuité, puis, en appel, à mort le 26 mai 2008.
Son régime est estimé responsable de la mort de 1,2 à 2 millions d'Éthiopiens,.

## Études
Il est diplômé de l'académie militaire en 1966.

## La révolution de 1974
En 1974, l'âge avancé de l'empereur Hailé Selassié Ier, sa mauvaise gestion de la famine dans la province du Wollo, les manifestations des étudiants et des classes moyennes qui demandent des réformes et la crise économique due à l'embargo de l'OPEP sur le pétrole de 1973, ont raison du régime de Hailé Selassie. Mengistu fait partie des officiers qui renversent l’empereur lors d’un coup d’État et installent au pouvoir le Derg, junte militaire révolutionnaire inspirée par le marxisme, qui prend le nom officiel de Gouvernement militaire provisoire de l'Éthiopie socialiste (connu aussi sous l'acronyme CMAP). L'empereur meurt en détention l'année suivante, probablement assassiné sur ordre de Mengistu. Celui-ci est considéré par certaines sources comme plus nationaliste que marxiste.
Mengistu devient le dirigeant du Derg dès juillet 1974. En novembre, il fait assassiner le général Aman Andom. Début décembre, les premières bombes explosent à Addis Abeba et des groupes « contre-révolutionnaires » sont réprimés. En décembre 1976, Mengistu semble affaibli avec la nomination de Teferi Bante comme chef de l'État, président du CMAP. Mais le 11 février 1977, à la suite d'une fusillade le 3 février qui cause la mort de ses rivaux, Mengistu accepte la présidence du Derg et de l'État. Sous sa direction, l'Éthiopie s'allie à l'Union soviétique, l'Allemagne de l'Est et d'autres États du pacte de Varsovie, ainsi qu'à Cuba. Ces pays lui fournissent une assistance économique et militaire.
Mengistu adopte la philosophie marxiste-léniniste au cours des années 1970. Le marxisme était alors très populaire en Afrique et dans une large part du tiers monde parmi les nationalistes et les révolutionnaires. Au début des années 1980, l'Éthiopie adopte une constitution inspirée de la constitution soviétique et voit la formation du Parti travailleur d'Éthiopie. Le 10 septembre 1987, Mengistu devint un président civil du pays qui prend le nom de république démocratique populaire d'Éthiopie.

### Réformes du Derg
En 1975, une grande réforme agraire est lancée,.
Des étudiants et enseignants sont envoyés dans les campagnes pour alphabétiser les habitants (« Zamatcha »). Beaucoup y sont victimes des maladies et des bandes armées par les propriétaires terriens, hostiles au nouveau régime. Le taux d'alphabétisation passe de 5 % en 1974 à 35 % en 1981, ce qui a valu à l’Éthiopie la reconnaissance de l'UNESCO qui lui a décerné son prix en 1980.

### Guerre civile, famine et chute du régime
À partir de 1976, les répressions sanglantes se succèdent contre les « contre-révolutionnaires » supposés.
La campagne de Mengistu contre les factions opposées au gouvernement débute par un discours prononcé sur la place de la Révolution au cœur d’Addis-Abeba. Il inclut les groupes sécessionnistes érythréens (Front populaire de libération de l'Érythrée et Front de libération de l'Érythrée), et aussi sans oublier le FLA (Front de libération Afar) qui a infligé de lourdes pertes au régime du Derg par ses techniques de guerillas, en paralysant le corridor stratégique entre Assab et Addis-Abeba[réf. nécessaire]. Il inclut aussi les monarchistes de l’Union démocratique d’Éthiopie, le Front de libération des peuples du Tigré (FLPT) et le Front de libération de la Somalie occidentale (FLSO) dans sa lutte contre le PRPE. En réponse à la guérilla, Mengistu accorde aux forces anti-insurrection le droit de procéder à l’arrestation, à la détention ainsi qu’à l’exécution des insurgés[réf. nécessaire]. Mengistu qualifie les actes de guérilla urbaine menés par les rebelles de Terreur blanche. Le PRPE de son côté dénonce la Terreur rouge du régime. Mengistu se brouille ensuite avec l’autre principal groupe marxiste, le Mouvement socialiste pan-éthiopien (MSPE, connu aussi sous le nom de Meison), à l’origine son allié. Il craignait, avec raison, que ses membres témoignent de davantage de loyauté à leur parti et à l’idéologie marxiste qu’au Derg et à lui-même. Comme ceux du PRPE, les militants du MSPE sont souvent emprisonnés. Le Derg propose un statut « d’autonomie » aux contours flous à l’Érythrée, ce que refusent les insurgés qui revendiquent l'indépendance.
En novembre 1976, l’Union démocratique éthiopienne (en) (UDE), parti constitué de tenants de l'ancien régime, parvient à envoyer une armée depuis le Soudan, qui prend Mettema puis Setit et s'approche de Gondar. Elle est finalement repoussée. En 1977, la république de Somalie conquiert l’Ogaden, officiellement pour assister le Front de libération de la Somalie occidentale, et était sur le point de prendre Harrar et Dire Dawa lorsque l’URSS et Cuba, jusqu'alors proches de la Somalie, prennent la défense de l’Éthiopie. Le Derg repousse l’invasion somalienne et inflige des pertes aux sécessionnistes érythréens et au FLPT. À la fin des années 1970, Mengistu était à la tête de la deuxième armée d’Afrique sub-saharienne[réf. nécessaire], incluant des forces navales et aériennes importantes. Son gouvernement fait face à de nombreuses difficultés pendant les années 1980, dont des inondations, de sévères famines (en particulier celle des années 1984-1985) et des insurrections (en particulier dans la région du Tigré et en Érythrée). Le gouvernement Mengistu tente de camoufler la famine de 1984, au nord du pays, avant de s’en servir pour déplacer de force des milliers de villageois dans les régions du Sud. Officiellement pour les sauver de la faim, ou, selon les rebelles, pour vider les zones tenues par la rébellion. Cette relocalisation aurait concernés 100 000 personnes selon certaines estimations[Lesquelles ?]. En 1989, le Front de libération des peuples du Tigré forme avec les indépendantistes érythréens le Front démocratique révolutionnaire du peuple éthiopien (PDRPE), dirigé par le futur Premier ministre Meles Zenawi. Vers la fin de son règne, il est peu à peu lâché par les Soviétiques et le 26 juillet 1990, Mengistu annonce que l'Éthiopie a renoncé au communisme et souhaite améliorer ses relations avec les États-Unis et Israël,. Au printemps 1991, les forces du PDRPE marchent sur Addis-Abeba et Mengistu quitte le pouvoir et le pays le 21 mai.

## La fuite au Zimbabwe
Après sa fuite, Mengistu se réfugie au Zimbabwe et obtient l’asile politique chez son ami Robert Mugabe, dont il avait soutenu la guérilla indépendantiste en Rhodésie du Sud dans les années 1970. Il serait également détenteur d'un passeport diplomatique zimbabwéen. Il est logé dans une villa surprotégée du quartier de Gunhill. Pourtant, certaines sources lui prêtent un rôle politique majeur. Selon elles, Mengistu aurait contribué à organiser la brutale éradication des bidonvilles de la capitale, Harare, en mai 2006, où vivaient 700 000 personnes. Dans les années qui suivent, plusieurs tentatives du gouvernement éthiopien pour faire extrader Mengistu échouent.

## Le procès pour génocide et la condamnation à mort
Le 12 décembre 2006, c'est au terme de douze années de procédure judiciaire que la justice éthiopienne reconnaît Mengistu Haïlé Mariam (absent), coupable de génocide durant les années de « terreur rouge », pour des raisons non seulement ethniques mais aussi politiques, en l'occurrence pour conspiration afin de détruire un groupe politique et tuer des individus en toute impunité par la mise en place de commandos de tueurs dont le but est de « décimer, torturer et détruire des groupes d'opposants au régime ».
Le 28 décembre, Mengistu est condamné, par contumace, à une peine de réclusion à perpétuité.
Dès l'annonce de sa condamnation, le Zimbabwe réaffirma que les autorités du pays ne livreraient pas « le camarade Mengistu » à la justice éthiopienne.
Plusieurs anciens hauts responsables éthiopiens, devant répondre de 211 chefs d'inculpation, ont aussi été condamnés à mort par contumace par la Haute Cour fédérale. Tous, à l'exception d'un seul, ont été reconnus coupables de génocide. L'instruction des procès concernant les années postérieures à la terreur rouge, notamment pour les bombardements de villages au napalm et de déplacements forcés de populations paysannes, n'a pas encore abouti.
Le 26 mai 2008, Mengistu Hailé Mariam est condamné à mort en appel, ainsi que 18 hauts responsables de son régime.
En 2010, Mengistu annonce la publication de ses mémoires. Au début de 2012, un manuscrit du texte, intitulé Tiglatchin (« Notre lutte » en amharique), est divulgué sur Internet. Quelques mois plus tard, le premier volume divulgué est publié aux États-Unis et en 2016, le deuxième volume suit. Cette fois, il est publié en Éthiopie. Mengistu a accusé les vétérans du PRPE d'avoir publié le premier volume pour saboter sa publication[pas clair]. 
En mai 2022, le Zimbabwe laisse envisager qu'il pourrait extrader Mengistu Haile Mariam vers l'Éthiopie.